# Cebysa leucotelus
Cebysa leucotelus är en fjärilsart som beskrevs av Walker 1854. Cebysa leucotelus ingår i släktet Cebysa och familjen säckspinnare. Inga underarter finns listade i Catalogue of Life.

## Bildgalleri

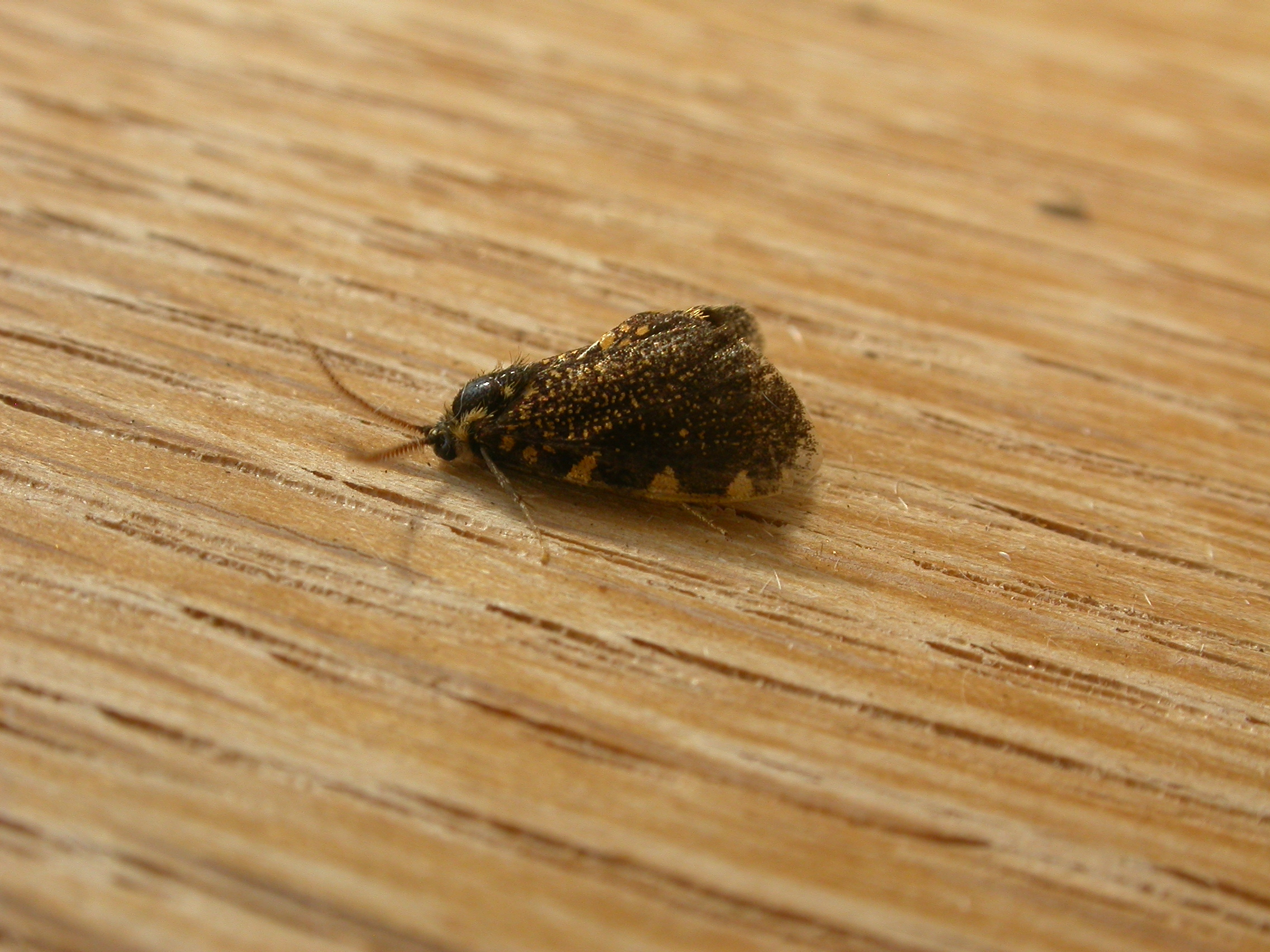
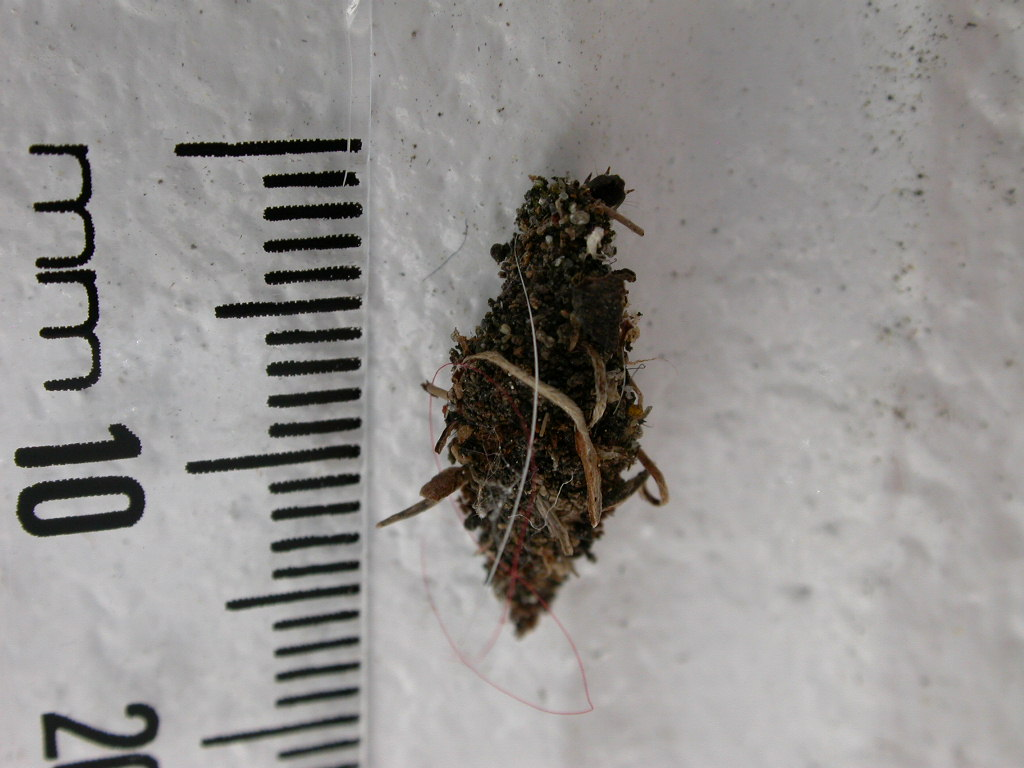